# Маноквари

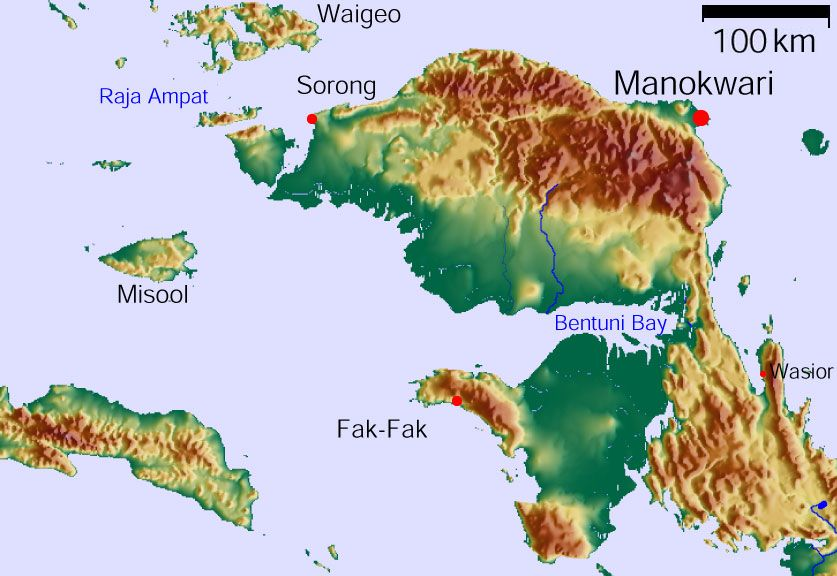
Положение Маноквари в Западном Папуа

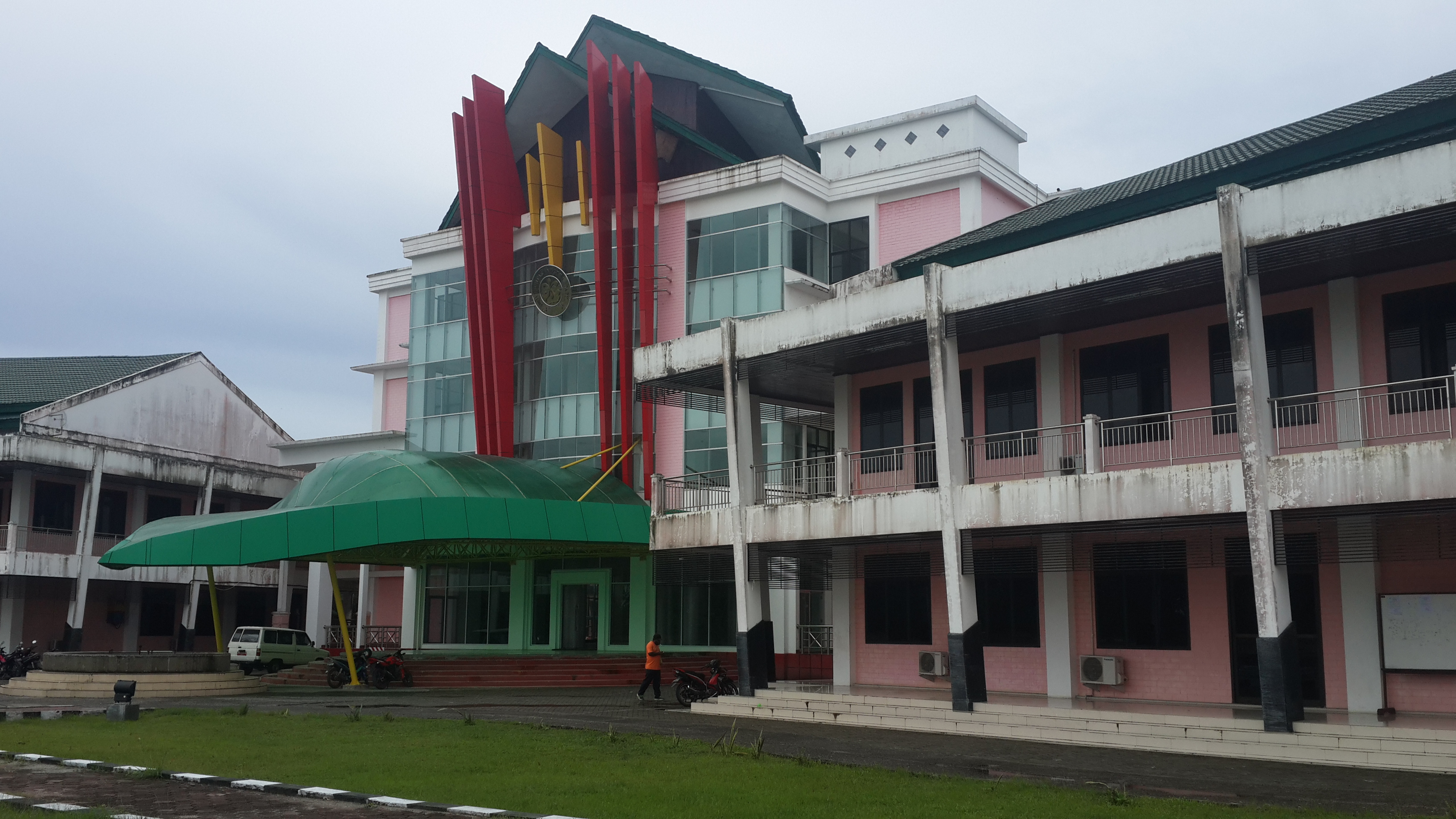
Университет Папуа

Маноквари (индон. Manokwari) — населённый пункт в Индонезии на острове Новая Гвинея, административный центр индонезийской провинции Западное Папуа. Не имеет статуса города, с административной точки зрения является районом — дистриком.
Город находится на полуострове Птичья Голова у Тихого океана, к западу от пролива Чендравасих. Координаты 0°52′ ю. ш. 134°05′ в. д.. Население — 136 тыс. человек (2010).
В окрестности города выращиваются какао, фрукты, кокосы; ведётся заготовка древесины, через порт выводится какао, копра, древесина. Город обслуживает аэропорт Рендани.
Город посещаем туристами, основные достопримечательности — Гунунг Меджа Парк, озеро Ангги, пляжная зона Амбан, природный заповедник Арфак.
В городе имеется Университет Папуа, основанный в 2000, аэропорт «Рендани».
Город знаменит тем, что с него началась христианизация острова. Именно в Маноквари 5 февраля 1855 года на шхуне «Тернате» прибыли проповедники Карл Отто и Йохан Гейсслер. В память этого события ежегодно 5 февраля проводится большой праздник, на который съезжаются делегации со всей Папуа и прилегающих островов.
В колониальную эпоху Маноквари была столицей Новой Гвинеи. Во время II мировой войны город заняли японские войска (1942), голландские солдаты скрылись в лесах и вели партизанскую войну еще два с половиной года.
В начале 2009 года в окрестности города произошло землетрясение магнитудой 7,6, однако опасности цунами не было.